# 4823 Libenice
4823 Libenice (1986 TO3) là một tiểu hành tinh vành đai chính được phát hiện ngày 4 tháng 10 năm 1986 bởi A. Mrkos ở Klet.